# Zavinograđe
Zavinograđe (Servisch cyrillisch Завинограђе) is een plaats in de Servische gemeente Prijepolje. De plaats telt 1272 inwoners (2002).